# 305 (số)
305 (ba trăm linh năm) là một số tự nhiên ngay sau 304 và ngay trước 306.